# هایلند هوم (آلاباما)
هایلند هوم (به انگلیسی: Highland Home) یک منطقهٔ مسکونی در ایالات متحده آمریکا است که در شهرستان کارنشو، آلاباما واقع شده‌است. هایلند هوم ۱۸۰٫۱۴ متر بالاتر از سطح دریا واقع شده‌است.